# Condado de Dębica
Nota linguística: Não confundir hrabstwo (condado) com powiat (divisão administrativa)..
Dębica (polaco: powiat dębicki) é um powiat (condado) da Polónia, na voivodia de Subcarpácia. A sede é a cidade de Dębica. Estende-se por uma área de 776,36 km², com 132 429 habitantes, segundo os censos de 2007, com uma densidade 170,58 hab/km².

## Demografia
População (dados de 30 de Junho de 2005):
|          | Total   | Total | Mulheres | Mulheres | Homens  | Homens |
| -------- | ------- | ----- | -------- | -------- | ------- | ------ |
|          | pessoas | %     | pessoas  | %        | pessoas | %      |
| Total    | 132 429 | 100   | 66 980   | 50,6     | 65 449  | 49,4   |
| Cidades  | 51 549  | 100   | 26 518   | 51,4     | 25 031  | 48,6   |
| Povoados | 80 880  | 100   | 40 462   | 50       | 40 418  | 50     |